# Dolly of the Dailies
Dolly of the Dailies er en amerikansk stumfilm fra 1914 af Walter Edwin.

## Medvirkende
- Mary Fuller som Dolly Desmond.
- Yale Boss som Daddy.
- Charles Ogle som James Malone.
- Gladys Hulette.
- William West.